# Decapitated
Decapitated er et polsk teknisk dødsmetal-band dannet i Krosno i 1996 af brødrene Wacław "Vogg" Kiełtyka (guitar) og Witold "Vitek" Kiełtyka (trommer) sammen med klassekammeraterne Wojciech "Sauron" Wąsowicz (sang) Marcin "Martin" Rygiel (bas). Alle var teenagere fra 13-17 år gamle. Efter to demoer fik bandet kontrakt med pladeselskabet Earache Records, hvor de i 2000 udgav deres første LP Winds of Creation. I 2005 forlod Sauron bandet, og Adrian "Covan" Kowanek blev ny sanger. LP'en Organic Hallucinosis udkom i 2006. Under en tourné i Hviderusland den 28. oktober 2007 kørte deres tournébus galt. Vitek og Covan kom slemt til skade, og fem dage efter døde Vitek. Covan, der havde fået et slemt hovedtraume, kom sig aldrig efter sin hjerneskade. Decapitated blev derefter opløst. Vogg gendannede Decapitated i 2009 med ny besætning: Rafał Piotrowski (vokal) Filip "Heinrich" Hałucha (bas) (tidligere Vesania and Masachist) og Kerim "Krimh" Lechner (trommer). Decapitated fik pladekontrakt med Nuclear Blast record og indspillede Carnival Is Forever i 2011.
Decapitated har optrådt flere gange i Danmark, bl.a. på Copenhell i 2016.

## Diskografi
- Winds of Creation (2000)

- Nihility (2002)

- The Negation (2004)

- Organic Hallucinosis (2006)

- Carnival Is Forever (2011)

- Blood Mantra (2015)

- Anticult (2017)

## Medlemmer
- Wacław "Vogg" Kiełtyka – guitars (1996−2007, 2009− )
- Rafał "Rasta" Piotrowski – vocals (2009− )
- Michał Łysejko – Trommer (2014− )
- Hubert Więcek – Bas (2016− )

## Tidligere medlemmer
- Witold "Vitek" Kiełtyka – trommer (1996–2007; død 2007)
- Wojciech "Sauron" Wąsowicz – vocals (1996–2005)
- Marcin "Martin" Rygiel – bas (1997–2005, 2006–2007)
- Adrian "Covan" Kowanek – vocals (2005–2007)
- Kerim "Krimh" Lechner – trommer (2009−2012)
- Filip "Heinrich" Hałucha – bas (2009−2011)
- Paweł Pasek – bas (2012−2016)